# Bibi Fricotin
Bibi Fricotin est un personnage de bande dessinée jeunesse créé par le dessinateur français Louis Forton, qui s'était déjà fait connaître par la BD Les Pieds nickelés, laquelle avait commencé à paraître en 1908.
Le nouveau venu a donné son nom à la série, dont les premières planches ont paru le 5 octobre 1924 dans le Petit Illustré, publié par la Société parisienne d'édition.

## Historique de la publication
Louis Forton, le créateur de la bande dessinée des Pieds Nickelés (créée 16 ans plus tôt) imagine et lance le personnage de Bibi Fricotin. Initialement destiné à exercer la fonction de lad dans une écurie, métier exercé par Forton dans sa jeunesse, le jeune homme apparaît pour la première fois le 5 octobre 1924 dans Le Petit Illustré no 1043. 
Lorsque Louis Forton décède en 1934, la série est reprise de 1936 jusqu'à la Seconde Guerre mondiale par le dessinateur Gaston Callaud. Puis Pierre Lacroix reprend la série en 1947 et lui adjoint un petit compagnon noir, Razibus Zouzou, que Bibi Fricotin rencontre dans un port. Pierre Lacroix restera ensuite le seul dessinateur de Bibi Fricotin jusqu'à l'arrêt complet du titre en 1988.

## Présentation des personnages

### Bibi Fricotin
Bibi est un jeune homme blond, pas très grand, espiègle et très dynamique. C'est très régulièrement un redresseur de torts qui ne se laisse pas berner par les personnages malveillants ou malhonnêtes qui peuvent parfois jalonner sa route et celle de son ami Razibus. Intelligent et astucieux, il vit de multiples aventures dans le monde entier.

### Razibus Zouzou
Créé par Pierre Lacroix en 1951, Razibus est un jeune Noir africain, comparse et ami de Bibi Fricotin. Le jeune homme donne, particulièrement durant les premiers albums, une touche comique à la série, mais ces deux personnages deviennent au fil du temps inséparables et complices. Malgré le contexte (les années 1950) et la présentation du personnage quelque peu caricaturale, voire stéréotypée (avec de grosses lèvres rouges), son langage, son attitude et ses raisonnements sont nettement plus neutres, Razibus se présentant comme un jeune homme de son temps, intelligent, loyal et courageux.

### Autres personnages
Trois personnages secondaires, mais récurrents, apparaissent dans la série :
- Le professeur Radar, savant, inventeur et ami de Bibi et Razibus
- L'inspecteur Martin, policier qui intervient quelquefois pour aider Bibi et Razibus
- Le professeur Trublion, savant fou, ennemi de Bibi, Razibus et du Pr Radar

## Adaptation au cinéma
Le personnage et la bande dessinée ont fait l'objet d'une adaptation au cinéma en 1951 sous le simple nom de Bibi Fricotin, avec Maurice Baquet dans le rôle titre. Le personnage de Razibus n'y apparaît pas car sa création par Pierre Lacroix est postérieure au tournage du film.

## Albums

### Par Louis Forton

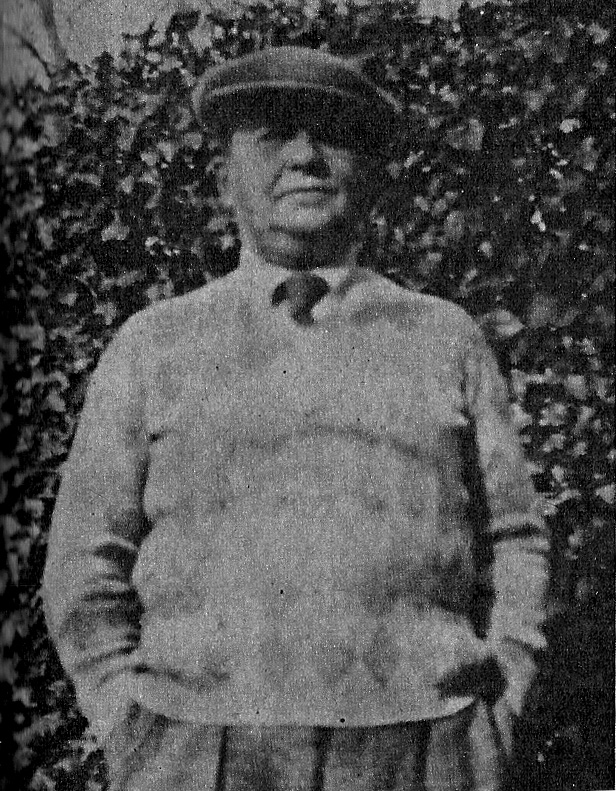
Louis Forton, créateur de Bibi Fricotin

- Tome 1 : La vocation de Bibi Fricotin (1928)
- Tome 2 : Les farces de Bibi Fricotin  (1928)
- Tome 3 : Bibi Fricotin fait le tour du monde (1930)
- Tome 4 : Bibi Fricotin boit l'obstacle (1931)
- Tome 5 : Bibi triomphe (1933)
- Tome 6 : Bibi Fricotin détective (1934)
- Tome 7 : Bibi Fricotin : le roi des débrouillards (1935)

### Par Gaston Callaud
- Tome 8 : Bibi Fricotin au Pôle Nord (1936)
- Tome 9 : Bibi Fricotin contre Dédé Tapdur (1937)
- Tome 10 : Bibi Fricotin Grande Vedette (1938)
- Tome 11 : Bibi Fricotin chez les Chinois (1940)
- Tome 12 : Bibi Fricotin globe-trotter (1941)

### Par Pierre Lacroix
- Tome 13 : Bibi Fricotin n'a peur de rien (1947) scénario Corrald
- Tome 14 : Bibi Fricotin fait du cinéma (1948) scénario René Lortac
- Tome 15 : Bibi Fricotin aux Jeux Olympiques (1948) scénario Debois
- Tome 16 : Bibi Fricotin sur le « Black Bird » (1948) scénario Debois
- Tome 17 : Bibi Fricotin inventeur (1949) scénario René Lortac
- Tome 18 : Bibi Fricotin roi de la publicité (1949) scénario René Lortac
- Tome 19 : Bibi Fricotin jockey (1950)
- Tome 20 : Bibi Fricotin aviateur (1950) scénario Debois
- Tome 21 : Bibi Fricotin président de Bibiville (1950) scénario Debois
- Tome 22 : Bibi Fricotin cowboy (1950)
- Tome 23 : Bibi Fricotin nouveau Robinson (1951) scénario Debois, dans lequel apparaît Razibus Zouzou
- Tome 24 : Bibi Fricotin chercheur d'or (1951) scénario Roland de Montaubert
- Tome 25 : Bibi Fricotin policier (1952) scénario Roland de Montaubert
- Tome 26 : Bibi Fricotin et le diamant vert (1952) scénario René Lortac
- Tome 27 : Bibi Fricotin et les faux tableaux (1953) scénario René Lortac
- Tome 28 : Bibi Fricotin et le testament mystérieux (1953) scénario René Lortac
- Tome 29 : Bibi Fricotin et le bathyscaphe (1953) scénario René Lortac
- Tome 30 : Bibi Fricotin et l'invention du Pr Buldoflorin (1954)
- Tome 31 : Bibi Fricotin roi du scooter (1955) scénario René Lortac
- Tome 32 : Bibi Fricotin pilote d'essais (1956) scénario René Lortac
- Tome 33 : Bibi Fricotin et le supertempostat (1956) scénario René Lortac
- Tome 34 : Bibi Fricotin chez les Incas (1956) scénario Roland de Montaubert
- Tome 35 : Bibi Fricotin As du Far-west (1956) scénario Roland de Montaubert
- Tome 36 : Bibi Fricotin roi des camelots (1956) scénario Roland de Montaubert
- Tome 37 : Bibi Fricotin chasseur de fauves (1956) scénario René Lortac
- Tome 38 : Bibi Fricotin contre les kidnappeurs (1957) scénario Roland de Montaubert
- Tome 39 : Bibi Fricotin champion du système D (1957) scénario Roland de Montaubert
- Tome 40 : Bibi Fricotin et l'homme aux cheveux rouges (1958) scénario Raymond Maric
- Tome 41 : Bibi Fricotin et le frigo mondial (1958)
- Tome 42 : Bibi Fricotin et les lunettes à lire la pensée (1958) scénario René Lortac
- Tome 43 : Bibi Fricotin naufragé volontaire (1958) scénario René Lortac
- Tome 44 : Bibi Fricotin et la statuette ensorcelée (1958) scénario Roland de Montaubert
- Tome 45 : Bibi Fricotin et les soucoupes volantes (1959)
- Tome 46 : Bibi Fricotin et les martiens (1959) scénario René Lortac
- Tome 47 : Bibi Fricotin contre l'homme masqué (1959) scénario Raymond Maric
- Tome 48 : Bibi Fricotin et le satellite artificiel (1960)
- Tome 49 : Bibi Fricotin As du volant (1960) scénario René Lortac
- Tome 50 : Bibi Fricotin en plein mystère (1961) scénario Raymond Maric
- Tome 51 : Bibi Fricotin chasse le Yéti (1961) scénario René Lortac
- Tome 52 : Bibi Fricotin à Hassi Messaoud (1962) scénario Raymond Maric
- Tome 53 : Bibi Fricotin et le secret de la momie (1962) scénario Roland de Montaubert
- Tome 54 : Bibi Fricotin et le Nautilus (1962) scénario René Lortac
- Tome 55 : Bibi Fricotin sème le bonheur (1962)
- Tome 56 : Bibi Fricotin chez les Aztèques (1962) scénario Raymond Maric
- Tome 57 : Bibi Fricotin et le dernier des Mohicans (1962) scénario Roland de Montaubert
- Tome 58 : Bibi Fricotin roi du karting (1962) scénario Raymond Maric
- Tome 59 : La surprenante croisière de Bibi Fricotin (1963) scénario Raymond Maric
- Tome 60 : Bibi Fricotin et la machine KB x Z2 (1963)
- Tome 61 : Bibi Fricotin spéléologue (1963) scénario Raymond Maric
- Tome 62 : Bibi Fricotin en l'an 3000 (1963) scénario René Lortac
- Tome 63 : Bibi Fricotin découvre l'Atlantide (1963) scénario René Lortac
- Tome 64 : Bibi Fricotin reporter (1963) scénario René Lortac
- Tome 65 : Bibi Fricotin chez les chevaliers de la Table Ronde (1963) scénario Raymond Maric
- Tome 66 : Bibi Fricotin a du flair (1963), scénario Raymond Maric
- Tome 67 : Bibi Fricotin et son ami Kryk (1964) scénario Roland de Montaubert
- Tome 68 : Bibi Fricotin aux jeux olympiques (1964) scénario Roland de Montaubert
- Tome 69 : Bibi Fricotin forain (1965) scénario Roland de Montaubert
- Tome 70 : Bibi Fricotin et la pipe royale (1965) scénario Roland de Montaubert
- Tome 71 : Les enquêtes de Bibi Fricotin (1966)
- Tome 72 : Bibi Fricotin campeur (1967) scénario Roland de Montaubert, Jacques Veissid
- Tome 73 : Bibi Fricotin déménageur (1967) scénario Roland de Montaubert, Jacques Veissid
- Tome 74 : Bibi Fricotin super vendeur (1968) scénario Roland de Montaubert, Jacques Veissid
- Tome 75 : Bibi Fricotin et ses 36 métiers (1968) scénario René Lortac
- Tome 76 : Bibi Fricotin inspecteur de police (1968) scénario Roland de Montaubert
- Tome 77 : Bibi Fricotin comédien errant (1969) scénario René Lortac
- Tome 78 : Bibi Fricotin as de la vente (1969) scénario Jacques Veissid
- Tome 79 : Bibi Fricotin garçon de café (1970) scénario Jacques Veissid
- Tome 80 : Bibi Fricotin roi de la plage (1970) scénario Roland de Montaubert
- Tome 81 : Bibi Fricotin clerc d'huissier (1971) scénario Jacques Veissid
- Tome 82 : Bibi Fricotin en vacances (1971) scénario Jacques Veissid
- Tome 83 : Bibi Fricotin à la pêche (1971) scénario Raymond Maric
- Tome 84 : Bibi Fricotin colporteur (1972) scénario Jacques Veissid
- Tome 85 : Bibi Fricotin antiquaire (1972) scénario Roland de Montaubert
- Tome 86 : Bibi Fricotin plombier (1973) scénario Roland de Montaubert
- Tome 87 : Bibi Fricotin pilote privé (1973) scénario Patrice Valli
- Tome 88 : Bibi Fricotin contre les braconniers (1973) scénario Roland de Montaubert
- Tome 89 : Bibi Fricotin en Amérique du Sud (1974) scénario Roland de Montaubert
- Tome 90 : Bibi Fricotin pâtissier (1974) scénario Pateloux
- Tome 91 : Bibi Fricotin en Inde (1974), scénario Raymond Maric
- Tome 92 : Bibi Fricotin et le corbeau (1975)
- Tome 93 : Bibi Fricotin protège la nature (1975) scénario Raymond Maric
- Tome 94 : Bibi Fricotin une brosse au poil (1975) scénario Raymond Maric
- Tome 95 : Bibi Fricotin contre Grandemonio (1975) scénario Charles Ewald
- Tome 96 : Bibi Fricotin et l'aile volante (1976) scénario Roland de Montaubert
- Tome 97 : Bibi Fricotin en Australie (1976)  scénario Pierre Florent
- Tome 98 : Les astuces de Bibi Fricotin (1976) scénario Roland de Montaubert
- Tome 99 : Bibi Fricotin en Laponie (1976) scénario Roland de Montaubert
- Tome 100 : Bibi Fricotin et les inventions du professeur Radar (1976) scénario Raymond Maric
- Tome 101 : Bibi Fricotin à Londres (1976) scénario Roland de Montaubert
- Tome 102 : L'enquête éclair (1976) scénario Raymond Maric
- Tome 103 : Bibi Fricotin au supermarché (1977) scénario Roland de Montaubert
- Tome 104 : Bibi Fricotin Contre Ya (1977) scénario Roland de Montaubert
- Tome 105 : Bibi Fricotin Mousquetaire (1977) scénario Roland de Montaubert
- Tome 106 : L'homme perdu (1978) scénario Janoti
- Tome 107 : Bibi Fricotin et Razibus font du sport (1978)
- Tome 108 : Les exploits de Bibi Fricotin (1979)
- Tome 109 : Bibi Fricotin et Razibus font des blagues (1979) scénario Raymond Maric
- Tome 110 : Un repos mérité (1980) scénario Janoti
- Tome 111 : Bibi Fricotin connait la musique (1980) scénario Janoti
- Tome 112 : Bibi Fricotin et son supermaran (1980) scénario Roland de Montaubert
- Tome 113 : Bibi Fricotin contre superbig (1980) scénario Janoti
- Tome 114 : Bibi Fricotin et le monstre du Loch Ness (1981)
- Tome 115 : Bibi Fricotin en Alaska (1983) scénario Roland de Montaubert
- Tome 116 : Bibi Fricotin et les U.L.M. (1984) scénario Roland de Montaubert
- Tome 117 : Bibi Fricotin roi du tennis-food (1984) scénario Manguin
- Tome 118 : Le tour de France a disparu (1985) scénario Manguin
- Tome 119 : Bibi Fricotin au carnaval de Rio (1986) scénario Manguin
- Tome 120 : Bibi Fricotin fait du jogging (1987) scénario Manguin
- Tome 121 : roi de l'illusion (1988) scénario Manguin
- Tome 122 : Razibus a disparu (1988) scénario Jean-Paul Tibéri

### Gérald Forton
- Au moins un album par Gérald Forton (en hommage à son grand père Louis Forton) avec Stephan  Borrero : Bibi Fricotin et la boîte aux rêves sorti le 5 septembre 2014. Édition JOE  (ISBN 9791093636030) - 48 pages - Format 22 x 29 cm - 453 grammes.

### Compléments
- Tome 123 : Bibi Fricotin et les sumos (2003) scénario André Manguin dessin Claude Turier édité par le club des Pieds Nickelés (100 exemplaires)
- Tome 124 : Bibi Fricotin garçon de ranch (2005) scénariste inconnu, dessin de Pierre Lacroix édité par le club des Pieds Nickelés (75 exemplaires)

### Compilations
- Tome 1 : Le Meilleur de Bibi Fricotin (Bibi Fricotin en l'an 3000, Bibi Fricotin et ses 36 métiers, Bibi Fricotin connaît la musique)
- Tome 2 : Le Meilleur de Bibi Fricotin (Bibi Fricotin policier, Bibi Fricotin aux Jeux olympiques, Bibi Fricotin et le fantôme)

### Collection chez les marchands de journaux (2017-2019)
Le 25 février 2017 sort une collection éditée par Hachette Livre-Hachette chez les marchands de journaux intitulée La collection Bibi Fricotin en édition collector avec un cahier de plusieurs pages sur les coulisses de la création, les dessinateurs ainsi que des infos exclusives d'archives. La périodicité est d'un album tous les quinze jours. S'agissant d'une édition spéciale, les livres sont présentés avec une frise de collection et dos toilé. La collection s'arrête au 123e album le 16 août 2019.
- no 1 (25 février 2017) : Bibi Fricotin et les soucoupes volantes
- no 2 (11 mars 2017) : Bibi Fricotin en plein mystère
- no 3 (18 mars 2017) : Bibi Fricotin nouveau Robinson
- no 3 bis (18 mars 2017) : La vocation de Bibi Fricotin
- no 4 (25 mars 2017) : Bibi Fricotin à Hassi-Messaoud
- no 5 (1er avril 2017) : Bibi Fricotin n'a peur de rien
- no 6 (11 avril 2017) : Bibi Fricotin en l'an 3000
- no 7 (15 avril 2017) : Bibi Fricotin roi de la publicité
- no 8 (22 avril 2017) : Bibi Fricotin et les martiens
- no 9 (3 mai 2017) : Bibi Fricotin et son ami Kryk
- no 10 (6 mai 2017) : Bibi Fricotin en Inde
- no 11 (18 mai 2017) : Bibi Fricotin découvre l'Atlantide
- no 12 (30 mai 2017) : Bibi Fricotin policier
- no 13 (31 mai 2017) : Bibi Fricotin chez les Chinois
- no 14 (3 juin 2017) : Bibi Fricotin et la statuette ensorcelée
- no 15 (10 juin 2017) : Bibi Fricotin et le satellite artificiel
- no 16 (20 juin 2017) : Bibi Fricotin et le diamant vert
- no 17 (27 juin 2017) : Bibi Fricotin sur le Black Bird
- no 18 (4 juillet 2017) : Bibi Fricotin contre les kidnappeurs
- no 19 (18 juillet 2017) : Bibi Fricotin et le Nautilus
- no 20 (20 juillet 2017) : Bibi Fricotin antiquaire
- no 21 (25 juillet 2017) : Bibi Fricotin inventeur
- no 22 (29 juillet 2017) : Bibi Fricotin au supermarché
- no 23 (3 septembre 2017) : Bibi Fricotin et ses 36 métiers
- no 24 (10 août 2017) : Bibi Fricotin chez les Aztèques
- no 25 (19 septembre 2017) : Bibi Fricotin et les lunettes à lire la pensée
- no 26 (19 septembre 2017) : Bibi Fritotin et l'invention du Professeur Buldoforin
- no 27 (5 septembre 2017) : Bibi Fricotin et le fantôme
- no 28 (12 septembre 2017) : Bibi Fricotin et le Bathyscaphe
- no 29 (6 octobre 2017) : Bibi Fricotin et Le Monstre du Loch Ness
- no 30 (23 septembre 2017) : Bibi Fricotin inspecteur de police
- no 31 (30 septembre 2017) : Bibi Fricotin chasse le Yéti
- no 32 (10 octobre 2017) : Bibi Fricotin chez les Incas
- no 33 (14 octobre 2017) : Bibi Fricotin aux jeux olympiques
- no 34 (23 octobre 2017) : Bibi Fricotin contre Dédé Tapdar
- no 35 (31 octobre 2017) : Bibi Fricotin chez les chevaliers de la Table Ronde
- no 36 (8 novembre 2017) : Bibi Fricotin en Amérique du Sud
- no 37 (14 novembre 2017) : Bibi Fricotin roi du scooter
- no 38 (21 novembre 2017) : Bibi Fricotin et le secret de la Momie
- no 39 (28 novembre 2017) : Bibi Fricotin contre Ya
- no 40 (5 décembre 2018) : Bibi Fricotin spéléologue
- no 41 (12 décembre 2017) : Bibi Fricotin détective
- no 42 (9 janvier 2018) : Bibi Fricotin aviateur
- no 43 (16 janvier 2018) : Bibi Fricotin reporter
- no 44 (23 janvier 2018) : Bibi Fricotin et la pipe royale
- no 45 (31 janvier 2018) : Bibi Fricotin et le testament mystérieux
- no 46 (6 février 2018) : Bibi Fricotin et le dernier des Mohicans
- no 47 (16 février 2018) : Bibi Fricotin et La Machine KBXZ2
- no 48 (19 février 2018) : Bibi Fricotin campeur
- no 49 (28 février 2018) : Bibi Fricotin fait le tour du monde
- no 50 (7 mars 2018) : Bibi Fricotin et Razibus font des blagues
- no 51 (12 mars 2018) : Bibi Fricotin et le Supertempostal
- no 52 (20 mars 2018) : Bibi Fricotin contre Grandemonio
- no 53 (28 mars 2018) : Razibus a disparu
- no 54 (31 mars 2018) : Bibi Fricotin en Australie
- no 55 (11 avril 2018) : Bibi Fricotin et Razibus font du sport
- no 56 (17 avril 2018) : Bibi Fricotin chercheur d'or
- no 57 (25 avril 2018) : Bibi Fricotin au Carnaval de Rio
- no 58 (2 mai 2018) : Bibi Fricotin cow-boy
- no 59 (9 mai 2018) : Bibi Fricotin et les faux tableaux
- no 60 (15 mai 2018) : Bibi Fricotin mousquetaire
- no 61 (22 mai 2018) : Bibi Fricotin pilote d'essais
- no 62 (30 mai 2018) : Le Tour de France a disparu
- no 63 (6 juin 2018) : Bibi Fricotin contre l'homme masqué
- no 64 (14 juin 2018) : Bibi Fricotin, as du far west
- no 65 (16 juin 2018) : Bibi Fricotin et le frigo mondial
- no 66 (26 juin 2018) : Bibi Fricotin, président de Bibiville
- no 67 (3 juillet 2018) : Bibi Fricotin fait du cinéma
- no 68 (10 juillet 2018) : Bibi Fricotin et l'homme aux cheveux rouges
- no 69 (17 juillet 2018) : Bibi Fricotin jockey
- no 70 (21 juillet 2018) : Bibi Fricotin pilote privé
- no 71 (31 juillet 2018) : Bibi Fricotin naufragé volontaire
- no 72 (4 août 2018) : Bibi Fricotin champion du système D
- no 73 (11 août 2018) : Bibi Fricotin et son supermaran
- no 74 (18 août 2018) : Bibi Fricotin globe-trotter
- no 75 (28 août 2018) : Bibi Fricotin contre Superbig
- no 76 (1er septembre 2018) : Bibi Fricotin pâtissier
- no 77 (11 septembre 2018) : Bibi Fricotin déménageur
- no 78 (18 septembre 2018) : L'homme perdu
- no 79 (22 septembre 2018) : Les farces de Bibi Fricotin
- no 80 (29 septembre 2018) : Bibi Fricotin as de la vente
- no 81 (6 octobre 2018) : Bibi Fricotin aux jeux olympiques
- no 82 (13 octobre 2018) : Bibi Fricotin à la pêche
- no 83 (20 octobre 2018) : Bibi Fricotin garçon de café
- no 84 (30 octobre 2018) : Bibi Fricotin triomphe
- no 85 (6 novembre 2018) : Bibi Fricotin contre les braconniers
- no 86 (12 novembre 2018) : Bibi Fricotin roi des camelots
- no 87 (17 novembre 2018) : Bibi Fricotin et l'aile volante
- no 88 (24 novembre 2018) : Bibi Fricotin roi de l'illusion
- no 89 (1er décembre 2018) : Bibi Fricotin Une Brosse au poil
- no 90 (7 décembre 2018) : Bibi Fricotin, roi du tennis-food
- no 91 (14 décembre 2018) : Bibi Fricotin et les inventions du Professeur Radar
- no 92 (22 décembre 2018) : Un repos mérité
- no 93 (29 décembre 2018) : Bibi Fricotin à Londres
- no 94 (5 janvier 2019) : Bibi Fricotin as du volant
- no 95 (12 janvier 2019) : Bibi Fricotin au Pôle Nord
- no 96 (19 janvier 2019) : Bibi Fricotin et les ULM
- no 97 (26 janvier 2019) : Bibi Fricotin en Laponie
- no 98 (6 février 2019) : Bibi Fricotin protège la nature
- no 99 (9 février 2019) : Bibi Fricotin colporteur
- no 100 (19 février 2019) : Bibi Fricotin en vacances
- no 101 (23 février 2019) : Bibi Fricotin chasseur de fauves
- no 102 (2 mars 2019) : Bibi Fricotin L'enquête éclair
- no 103 (9 mars 2019) : Les astuces de Bibi Fricotin
- no 104 (19 mars 2019) : Bibi Fricotin super vendeur
- no 105 (23 mars 2019) : Bibi Fricotin plombier
- no 106 (2 avril 2019) : Bibi Fricotin grande vedette
- no 107 (6 avril 2019) : Les exploits de Bibi Fricotin
- no 108 (17 avril 2019) : Bibi Fricotin roi du Karting
- no 109 (23 avril 2019) : Bibi Fricotin roi de la plage
- no 110 (28 mai 2019) : Bibi Fricotin a du flair
- no 111 (5 juin 2019) : Bibi Fricotin en Alaska
- no 112 (8 juin 2019) : Les enquêtes de Bibi Fricotin
- no 113 (15 juin 2019) : Bibi Fricotin le roi des débrouillards
- no 114 (25 juin 2019) : Bibi Fricotin sème le bonheur
- no 115 (2 juillet 2019) : Bibi Fricotin fait du jogging
- no 116 (9 juillet 2019) : Bibi Fricotin forain
- no 117 (13 juillet 2019) : Bibi Fricotin clerc d'huissier
- no 118 (20 juillet 2019) : Bibi Fricotin et le corbeau
- no 119 (27 juillet 2019) : Bibi Fricotin comédien errant
- no 120 (6 août 2019) : Bibi Fricotin connaît la musique
- no 121 (10 août 2019) : La surprenante croisière de Bibi Fricotin
- no 122 (16 août 2019) : Bibi Fricotin boit l'obstacle